# آلامو هایتس (تگزاس)
آلامو هایتس، تگزاس(به انگلیسی: Alamo Heights, Texas) شهری در شهرستان بیر ایالت تگزاس و یکی از محلات کلانشهر سن آنتونیو از ایالات جنوبی ایالات متحده آمریکا است. 
در سرشماری سال ۲۰۰۰، جمعیت این شهر ۷۳۱۹ نفر اعلام شد.

## نگارخانه

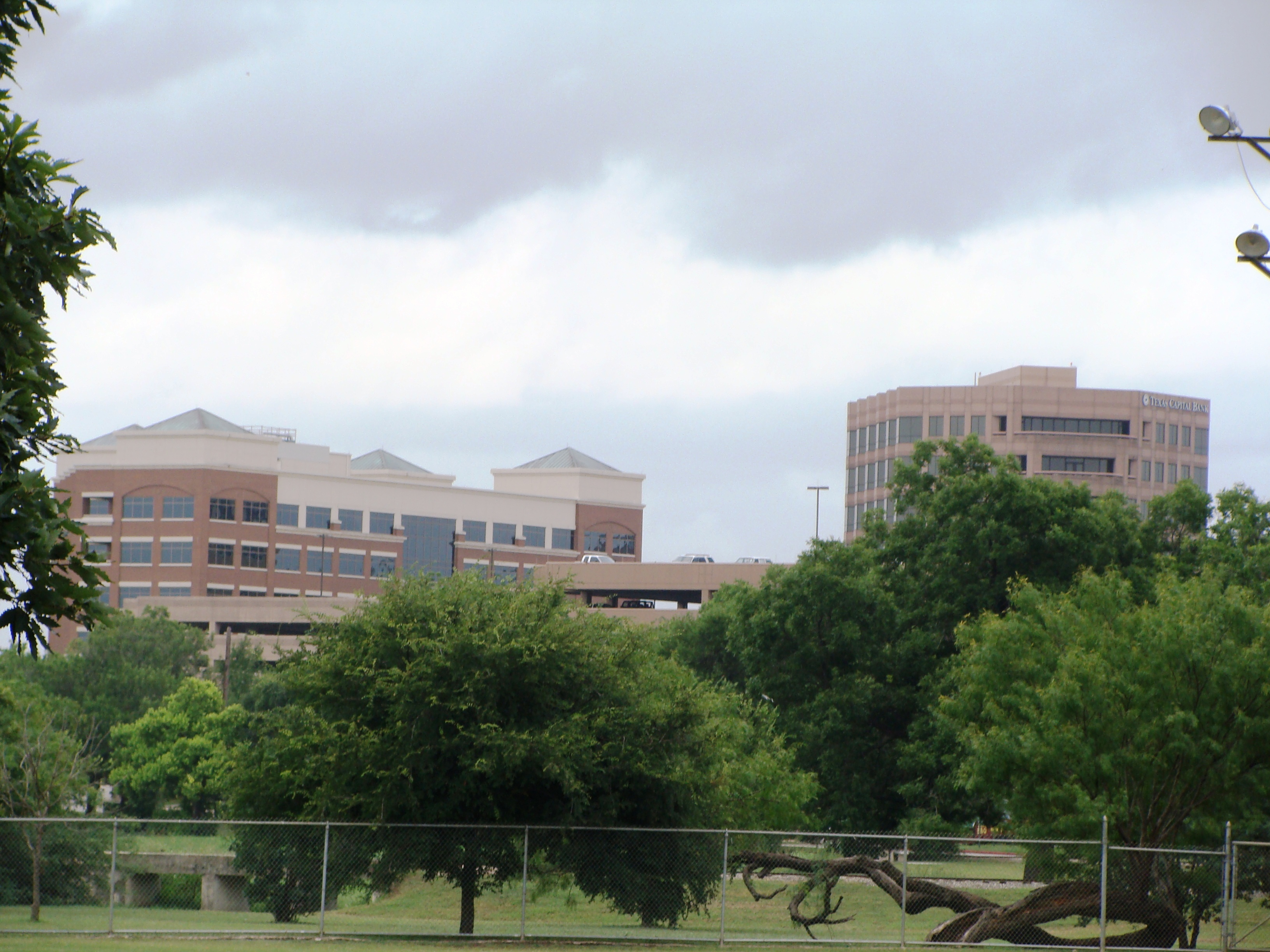